# Strike Commando 2
Strike Commando 2 (aka Trappola diabolica) is een actiefilm uit 1988 onder regie van Bruno Mattei.

## Verhaal
Michael Ransom, een Vietnam-veteraan, wordt naar Manilla geroepen door zijn vroegere officier Vic Jenkins, die nu een belangrijk zakenman is. Hij wordt omgeven door bodyguards, die allen vermoord worden door terroristen. Vic wordt dan ontvoerd en niemand wil Michael helpen hem te vinden. Uiteindelijk blijkt dat Vic lid is van de CIA en in een gevangenenkamp in Vietnam verblijft. Als Michael hem vindt geeft Vic toe alles zelf in scène te hebben gezet om zo over te kunnen lopen naar de KGB. Michael moet rapporteren dat hij Vic vermoord gevonden heeft, echter Michael's rechtvaardigheidsgevoel brengt hem nu in de problemen.

## Rolverdeling
| Acteur               | Personage                      |
| -------------------- | ------------------------------ |
| Brent Huff           | Sergeant Michael Ransom        |
| Richard Harris       | Majoor Vic Jenkins             |
| Mel Davidson         | Kapitein Sved "Kramet" Komisky |
| Mary Stavin          | Rosanna Boom                   |
| Vic Diaz             | Huan To                        |
| Ottaviano Dell'Acqua | Jimmy                          |